# Шлунеггер, Хеди
Хедвига «Хеди» Шлунеггер (нем. Hedwig «Hedy» Schlunegger; 10 марта 1923, Венген — 3 июля 2003, Гриндельвальд) — швейцарская горнолыжница, первая в истории олимпийская чемпионка в скоростном спуске.

## Карьера
Хедвига Шлунеггер родилась в многодетной семье и с детства была вынуждена работать в семейном кафе. Благодаря отцу, который был горным гидом Хеди рано научилась кататься на горных лыжах.
Первые спортивные успехи пришли в швейцарке в начале 1940-х годов. В 1942 году Шлунеггер выиграла золотую медаль в скоростном спуске на молодёжном чемпионате Швейцарии, год спустя была сильнейшей в комбинации. С 1944 года стала выступать среди взрослых и выиграла скоростной спуск на чемпионате Швейцарии. В 1946 и 1947 годах повторяла этот успех, в те же годы выигрывала соревнования в комбинации.
На домашней Олимпиаде 1948 года, которая также считалась чемпионатом мира Шлунеггер выиграла золотую медаль в скоростном спуске, опередив на 0,8 с австрийку Труде Байзер. В слаломе показала 15-й результат. Вскоре после Олимпиады завершила активную спортивную карьеру.
После завершения карьеры вышла замуж за горного инструктора Кристиана Кауфмана, с которым владела магазином спортивных товаров. Дочени Хеди Элизабет и Мария также стали горнолыжницами, входили в национальную сборную. А внучка Мартина Шильд в 2006 году выиграла серебро на туринской Олимпиаде в скоростном спуске.